# Серне (Верхний Рейн)
Серне (фр. Cernay) — коммуна на северо-востоке Франции в регионе Гранд-Эст (бывший Эльзас — Шампань — Арденны — Лотарингия), департамент Верхний Рейн, округ Тан — Гебвиллер, кантон Серне. До марта 2015 года коммуна и кантон административно входили в состав округа Тан.
Площадь коммуны — 18,04 км², население — 10 752 человека (2006) с тенденцией к росту: 11 398 человек (2012), плотность населения — 631,8 чел/км².

## Население
Численность населения коммуны в 2011 году составляла 11 451 человек, а в 2012 году — 11 398 человек.
| 1962 | 1968 | 1975 | 1982  | 1990  | 1999  | 2006  | 2011  | 2012  |
| ---- | ---- | ---- | ----- | ----- | ----- | ----- | ----- | ----- |
| 8372 | 8563 | 9342 | 10208 | 10313 | 10446 | 10752 | 11451 | 11398 |

Динамика населения:

## Экономика
В 2010 году из 7414 человек трудоспособного возраста (от 15 до 64 лет) 5240 были экономически активными, 2174 — неактивными (показатель активности 70,7 %, в 1999 году — 67,4 %). Из 5240 активных трудоспособных жителей работали 4406 человек (2371 мужчина и 2035 женщин), 834 числились безработными (410 мужчин и 424 женщины). Среди 2174 трудоспособных неактивных граждан 546 были учениками либо студентами, 729 — пенсионерами, а ещё 899 — были неактивны в силу других причин.
На протяжении 2011 года в коммуне числилось 4635 облагаемых налогом домохозяйств, в которых проживало 11 079,5 человек. При этом медиана доходов составила 18541 евро на одного налогоплательщика.

## Достопримечательности (фотогалерея)
- Отель
- Церковь Сент-Этьен
- Ворота Тан (Серне)
- Массивная круглая башня